# Leipzig Fernsehen
Leipzig Fernsehen (Abkürzung LF) ist ein privater Leipziger Fernsehsender. Geschäftsführer ist Frank Haring. Studios und Sendezentrale befinden sich auf dem Peterssteinweg 19, in 04107 Leipzig. Eigentümer war bis Juni 2016 die Sachsen Fernsehen GmbH & Co. Fernseh-Betriebs KG. Mit der Zusammenführung des ehemals eigenständigen Programms info tv leipzig der videowerkstatt mit Leipzig Fernsehen ist die videowerkstatt Veranstalter des gemeinsamen Programms geworden.

## Allgemeines
Eine tägliche Nachrichtensendung mit Neuigkeiten aus der Stadt Leipzig und ihrer Umgebung („Drehscheibe“) sowie Berichten über gesellschaftliche, kulturelle und sportliche Ereignisse unterstreicht den Anspruch auf lokales Fernsehen. Daneben runden zahlreiche Service- und Informationsmagazine, wie sie es auch bei anderen (lokalen und regionalen) Fernsehsendern gibt, das Programm ab. Auch Studenten der Hochschule für Technik, Wirtschaft und Kultur Leipzig und der Universität Leipzig gestalten das Programm in Form eigener Magazine mit, diese besitzen jedoch aufgrund ihrer nur einmonatigen Ausstrahlung nur recht wenig aktuellen Bezug.
Eine ganze Reihe dieser Magazine werden von Leipzig Fernsehen selbst produziert, wie zum Beispiel Am Tresen mit dem ehemaligen Chefredakteur der Leipziger Volkszeitung, Hartwig Hochstein, oder Lust auf Genuss mit dem Moderator Florian Funk.
Auf der Website von Leipzig Fernsehen sind Nachrichten von Leipzig und viele Sendungen in ihrer vollständigen Form per Streaming unabhängig vom installierten Betriebssystem und ohne eine bestimmte Mediensoftware abrufbar. Die Sendung Drehscheibe wird immer eine Woche im Rückblick vorgehalten, die anderen Sendungen gibt es jeweils nur als aktuelle (meist monatliche) Ausgabe.
Leipzig Fernsehen finanziert sich ausschließlich durch Werbeeinnahmen. Um weitere Einnahmen zu generieren, um den Sendebetrieb sicherzustellen, wurden frühzeitig Programmfenster mit mehreren Stunden Länge an diverse Shoppingkanäle oder den ehemaligen Gewinnspielsender 9Live vermietet.
Vom 1. Mai 2006 bis 31. Juli 2006 sendete Leipzig Fernsehen für drei Monate LF digital, einen speziell zur Fußball-WM ins Leben gerufenen Kanal mit Hintergrundinformationen zum Thema Leipzig als Austragungsort der Fußball-WM. LF digital wurde über DVB-T ausgestrahlt.
Mit einer Programmreform im September 2008 sollten vor allem mehr aktuelle Nachrichten aus Leipzig sowie unter anderem Live-Übertragungen von Sport-Events das Profil des Senders schärfen. Dieses Ziel konnten nur teilweise erreicht werden. Bis heute läuft das Programm mit vielen  Wiederholungsschleifen und Werbesendungen für die lokale Wirtschaft. Den Ruf des Senders prägt nach wie vor die Hauptnachrichtensendung „Drehscheibe“.
Nachdem im Mai 2013 ursprünglich die Einstellung des Senders – ebenso wie die von Sachsen Fernsehen – Ende September 2013 aus wirtschaftlichen Gründen geplant war, wurde am 11. August bekannt gegeben, dass der Betrieb beider Sender mit Unterstützung der Dresdener Haeswe GmbH nun doch weiter gesichert sei. Hierzu wurde eigens die Produktionsfirma F.i.S. Fernsehen in Sachsen GmbH gegründet, welche ab sofort das Programm von Sachsen Fernsehen in Leipzig und Chemnitz produziert.
Hintergrund ist, dass die – ausschließlich lokalen – Werbeeinnahmen nicht ausreichen, um ohne regelmäßige Bezuschussung durch die Gesellschafter und/oder die persönliche Ausbeutung der Mitarbeiter den Betrieb aufrechtzuerhalten. An den strukturellen Problemen habe sich zwar nichts geändert, jedoch sei eine Verschlankung beim Personal zu erwarten und die Sender hofften auf das „Bayerische Modell“, insbesondere bei der öffentlichen Kofinanzierung der Leitungskosten.
Im Juni 2015 meldete der Branchendienst "Flurfunk Dresden" den Umzug des kompletten Senders in das Hauptgebäude der Leipziger Volkszeitung im Petersteinweg 19 und die Übernahme der Produktion aller Video-Inhalte der LVZ-Onlinepräsenz durch Leipzig Fernsehen ab Mitte 2015.

## Preise und Auszeichnungen (Auswahl)
Das Team von Leipzig Fernsehen nimmt häufig an Wettbewerben der Fernsehbranche teil. Mehrfach wurde diese Teilnahme mit renommierten Preisen belohnt.
- SLM-Fernsehpreis 2003, verliehen von der Sächsischen Landesanstalt für privaten Rundfunk und Neue Medien: 1. Preis in der Kategorie „Kommerzielle Veranstalter – Einzelbeitrag“
- Deutscher Regionalfernsehpreis 2005: 1. Preis in der Kategorie „Bester Beitrag“
- Deutscher Regionalfernsehpreis 2007: 1. Preis in der Kategorie „Bester Beitrag“
- Deutscher Regionalfernsehpreis 2008: 1. Preis in der Kategorie „Bester Beitrag“
- Deutscher RegioStar 2010: 1. Preis in der Kategorie „Bester Beitrag“
- Sächsischer Leistungspreis Lokal-TV 2011: Sonderpreis für die Berichterstattung „Schneechaos in Leipzig 2010“
- Rundfunkpreis Mitteldeutschland 2011: 1. Preis in der Kategorie „Länderpreis Sachsen“
- Erzgebirgischer Fernsehpreis „Grenzgänger“ 2011: 1. Preis in der Kategorie „Reportage bis 15 Minuten“
- Erzgebirgischer Fernsehpreis „Grenzgänger“ 2011: 2. Preis in der Sonderkategorie „Tradition und Brauchtum“
- Erzgebirgischer Fernsehpreis „Grenzgänger“ 2011: 1. Preis in der Sonderkategorie „Tradition und Brauchtum“
- Deutscher RegioStar 2012: 1. Preis in der Kategorie „Bester Beitrag bis 6 Minuten“
- Rundfunkpreis Mitteldeutschland Fernsehen 2017: "Bester Beitrag"
- Rundfunkpreis Mitteldeutschland Fernsehen 2017: "Beste Werbung"
- Deutscher RegioStar 2019: 1. Preis in der Kategorie „Bester Moderator“ für Norman Baumgartner[6]

## Empfang und Reichweite
Seit dem 17. März 2008 ist Leipzig Fernsehen digital via Antenne empfangbar – als bundesweit erster Lokalfernsehsender. Ermöglicht wurde dies durch ein auf zunächst drei Jahre befristetes DVB-T-Pilotprojekt der Sächsischen Landesanstalt für privaten Rundfunk und neue Medien (SLM). Damit ist das Programm im gesamten Stadtgebiet mit einer Datenrate von ca. 3 Mbit/s digital verfügbar. Zuvor wurde das Programm analog über Kanal 60 vom Fernmeldeturm Leipzig-Holzhausen verbreitet. Außerdem wird Leipzig Fernsehen in die Leipziger TV-Kabelnetze von PrimaCom, Kabel Deutschland und HL Komm (an!) eingespeist.
Digitalterrestrische Empfangsdaten für das Stadtgebiet
| Kanal:    | 37      |
| Frequenz: | 602 MHz |

Die technische Reichweite des Programms liegt nach Angabe des Senders bei etwa 600.000 Haushalten.